# Pteris angustata
Pteris angustata är en kantbräkenväxtart som först beskrevs av Fée, och fick sitt nu gällande namn av Conrad Vernon Morton. Pteris angustata ingår i släktet Pteris och familjen Pteridaceae. Inga underarter finns listade.